# John Isaac Guion

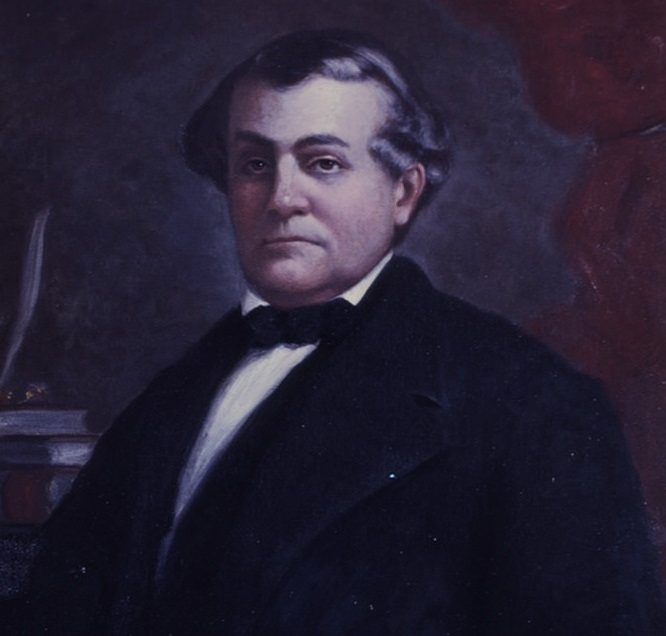
John Isaac Guion

John Isaac Guion (* 18. November 1802 im Adams County, Mississippi-Territorium; † 6. Juni 1855 in Jackson, Mississippi) war ein US-amerikanischer Politiker und im Jahr 1851 Gouverneur des Bundesstaates Mississippi.

## Werdegang
Nach der Grundschule studierte Guion in Lebanon Jura. Nach seinem Abschluss und seiner Zulassung als Rechtsanwalt begann er in Vicksburg in seinem neuen Beruf zu arbeiten. Politisch wurde er Mitglied der Demokratischen Partei. Ab 1842 war er Mitglied des Senats von Mississippi und ab 1850 dessen Präsident. Nach dem Rücktritt von Gouverneur John A. Quitman musste er als dessen Stellvertreter am 3. Februar 1851 dessen Amt übernehmen; die Position des Vizegouverneurs gab es zu dieser Zeit in Mississippi nicht. Guion konnte dieses Amt bis zum 4. November 1851 ausüben. An diesem Tag endete sein Senatsmandat und damit seine Legitimation als amtierender Gouverneur. Damit war der Staat Mississippi für 20 Tage ohne Gouverneur. Der nächste Senatspräsident James Whitfield wurde am 24. November gewählt und konnte erst ab diesem Zeitpunkt das Amt des Gouverneurs übernehmen. Nach dem Ende seiner Gouverneurszeit wurde Guion Richter an einem Bezirksgericht. Dieses Amt übte er bis zu seinem Tod im Jahr 1855 aus. Mit seiner Frau Lucinda J. McCaleb hatte er vier Kinder.